# ستيفان بريز
ستيفان بريز (بالفرنسية: Stéphane Brizé) (و. 1966 – م) هو ممثل، ومخرج سينمائي، وكاتب سيناريو من فرنسا. ولد في رين.

## روابط خارجية
- ستيفان بريز على موقع IMDb (الإنجليزية)
- ستيفان بريز على موقع قاعدة بيانات الأفلام العربية
- ستيفان بريز على موقع ألو سيني (الفرنسية)
- ستيفان بريز على موقع أول موفي (الإنجليزية)
- ستيفان بريز على موقع قاعدة بيانات الأفلام السويدية (السويدية)
- ستيفان بريز على موقع قاعدة بيانات الفيلم (الإنجليزية)
- ستيفان بريز على موقع كينوبويسك (الروسية)